# Philippe Moreau Defarges
Pour les articles homonymes, voir Moreau.
 (janvier 2017).
Philippe Moreau Defarges, né le 19 avril 1943 à Paris et mort le 15 janvier 2025 à Boulogne-Billancourt,, est un politologue français, spécialiste des questions internationales, de la géopolitique, de la construction européenne et de la mondialisation.

## Biographie
Conseiller des Affaires étrangères puis ministre plénipotentiaire, ancien élève de l'École nationale d'administration (ENA, promotion Robespierre, 1970), il a été chercheur à l'IFRI et codirecteur du rapport RAMSES de 2002 à 2015 et chargé d'enseignement à l’université Paris-II Panthéon-Assas et à l’Institut d'études politiques de Paris.

### Positions
Philippe Moreau Defarges s'est notamment prononcé contre le mouvement altermondialiste.

## Ouvrages
- La mondialisation : vers la fin des frontières ?, Paris : Ifri : Dunod, 1993.
- Introduction à la géopolitique, Le Seuil, Paris, 1994, 230 p.
- Repentance et Réconciliation (Repentance and Reconciliation), coll. « La bibliothèque du citoyen », Presses de Sciences Po, 1999.
- Dictionary of Geopolitics, Armand Colin, 2002.
- L’Ordre mondial (The World Order), Armand Colin, 3e édition, 2003.
- Comprendre la Constitution européenne (Understanding The European Constitution), Éditions d’Organisation, 2005.
- Les Institutions européennes (The European Institutions), Armand Colin, 7e édition, 2005.
- Introduction à la géopolitique (Introduction to geopolitics), coll. « Points Essais », Le Seuil, 2e édition, 2005.
- Droits d’ingérence (Rights of Intervention), Presses de Sciences Po, 2006
- Où va l’Europe ? (Whither Europe ?), Presses de Sciences Po, 2006.
- Relations internationales (International Relations), coll. « Points Essais », Le Seuil, 7e édition, 2007.
- La Géopolitique pour les Nuls, éditions First, coll. « Pour les Nuls », 2008, 326 p.  (ISBN 2754006230 et 978-2754006231)[4].
- La Gouvernance (Governance), coll. « Que sais-je ? », n° 3676, PUF, 3e édition, 2008.
- La Guerre ou la paix demain ?, Armand Colin, 2009, 160 p.
- La Mondialisation (Globalisation), PUF, coll. « Que sais-je ? », n° 1687, 8e édition, 2010.
- La Tentation du repli, Mondialisation, démondialisation, Odile Jacob, 2018.
- Une histoire mondiale de la paix (A World History of Peace), Odile Jacob, 2020[5].